# Zorzines subgigas
Zorzines subgigas là một loài bướm đêm trong họ Noctuidae.